# Epelis atra
Epelis atra är en fjärilsart som beskrevs av Brandt 1934. Epelis atra ingår i släktet Epelis och familjen mätare. Inga underarter finns listade i Catalogue of Life.